# Province de La Pampa
Pour les articles homonymes, voir Pampa (homonymie).
La province de La Pampa est une province du centre de l'Argentine. Elle est bordée à l'ouest par la province de Mendoza, au sud par le Río Colorado qui la sépare de la province de Río Negro, à l'est par celle de Buenos Aires et au nord par la province de San Luis et celle de Córdoba. Sa capitale est Santa Rosa.

## Histoire

### La préhistoire
Le territoire actuel de la province de La Pampa constitue depuis des milliers d'années un vaste carrefour de routes, parcourues par différentes cultures provenant des quatre points cardinaux . Les sociétés indigènes qui peuplèrent ce vaste territoire aux limites variables, menaient une existence de chasseurs-cueilleurs, et ce depuis la préhistoire jusqu'aux premiers contacts avec les espagnols, et ce mode de vie se perpétua jusqu'au XIXe siècle.
La présence humaine la plus ancienne date d'il y a 8 600 ans et se situait au sud de la province, à Casa de Piedra, sur la rive gauche (nord) du río Colorado, à la limite entre la région pampéenne et la Patagonie. Dans cette zone, la présence humaine continua jusqu'aux temps modernes. Il s'agissait toujours de communautés de chasseurs-cueilleurs, dont l'économie se basait principalement sur la chasse et l'utilisation du guanaco.

### Après l'arrivée des Espagnols
À l'arrivée des Espagnols au XVIe siècle, le territoire de l'actuelle province de La Pampa était peuplé de deux ethnies du groupe des Indiens Pampa : celle des Hets -spécialement les tribus Taluhets et Didiuhets -, dans la zone nord et orientale, c’est-à-dire les parties les plus humides, tandis que dans le sud et l'ouest se trouvaient de rares établissements d'Indiens (également Pampas mais du groupe « patagon » et transhumant), les Günun-a-këna ou Guenaken, c'est-à-dire les Tehuelches ou Patagons septentrionaux.
En 1534, Jerónimo Luis de Cabrera et sa troupe furent les premiers à pénétrer cette zone. Ultérieurement, en 1662, Hernandarias la parcourut aussi.
Au XVIIIe siècle, la plus grande partie de la province actuelle fut progressivement occupée par les Ranquels.
Cette ethnie faisait partie des Mapuches, bien que leur ascendance ait été en grande partie d'origine het et tehuelche. Vers 1775-1790, un groupe de pehuenches avança depuis les Andes jusqu'au centre et à l'est du territoire actuel de la province en grande partie couvert de bois de caldén, d'algarrobo negro et de chañar.
Ils s'établirent entre le Río Cuarto et le Río Colorado, depuis le sud des territoires actuels de San Luis, et Córdoba, jusqu'au sud de la province de La Pampa.
Leur appellation de Ranquel est le résultat de l'européanisation du mot mapudungun de Rankülche.
En 1782, 18 caciques tehuelches septentrionaux avaient signé un traité de paix avec le vice-roi du rio de la Plata Juan José de Vértiz y Salcedo à Buenos Aires, par lequel on permettait aux amérindiens tehuelches d' utiliser les pâturages pampéens situés près des fortins espagnols, en échange de quoi ces amérindiens alerteraient les espagnols en cas de mouvement des Ranquels. Mais ces derniers, en coalition avec les tehuelches mapuchisés non adhérents au traité de paix, attaquèrent les espagnols et ce fut une nouvelle guerre. Ultérieurement en 1790, le cacique Calpisqui dut demander la paix à son tour ; celle-ci fut accordée par le vice-roi Nicolás del Campo
En 1796 un nouveau traité de paix fut signé entre le vice-roi Pedro Melo de Portugal avec les ranquels.
Au début du XIXe siècle, les tehuelches septentrionaux boréaux avaient disparu comme faction ethnique. Cependant les tehuelches septentrionaux austraux avaient résisté à l'avance du colonisateur européen, bien que depuis le début du XVIIe siècle ils subissaient un processus de mapuchisation,.
Après la révolution de 1810, les Ranquels firent plusieurs alliances avec des royalistes ou fugitifs chiliens, attaquant régulièrement les établissements de la pampa sous contrôle argentin. En 1832 Juan Manuel de Rosas fut élu gouverneur de la province de Buenos Aires. En 1932-33, il décida d'organiser et de diriger l' expédition du désert : une campagne contre les indigènes des pampas argentines, dans le but d'assurer de nouvelles terres pour l'exploitation du bétail et de soumettre les aborigènes. Il en sortit victorieux, si bien que l'on cite souvent cette campagne comme antécédent important de la Conquête du Désert du général-président Roca à la fin du XIXe siècle.
La résistance des tribus indigènes qui habitaient la zone continua cependant et le territoire resta encore longtemps insoumis. Ce fut seulement à la suite de la Conquête du Désert (commencée en 1879), que le territoire actuel de la province de La Pampa fut définitivement conquis et soumis. De grandes extensions de terres s'ajoutèrent dès lors au domaine de l'exploitation agricole.
Le gouvernement de La Pampa fut créé en 1884. Originellement il comprenait aussi le territoire du Río Negro et des parties d'autres provinces limitrophes sous le nom de Territorio Nacional de la Pampa Central. Ce n'est que le 20 juillet 1951 que le Congrès fédéral argentin approuva la loi de création de l'actuelle province (et de celle du Chaco) à la demande expresse d'Eva Perón, raison pour laquelle jusqu'en 1955, elle se nomma Province Eva Perón.

## Géographie

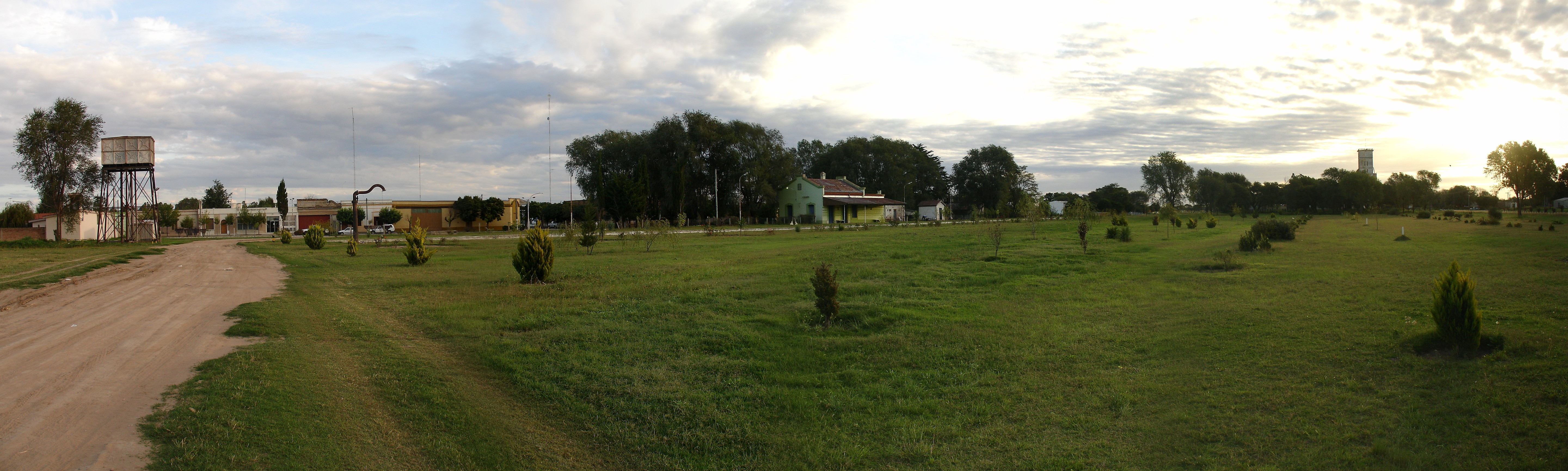
Paysage de la pampa près de Winifreda, dans le département de Conhelo.

Carte de la Pampa humide. Celle-ci qui couvre la plus grande partie de la province de Buenos Aires, déborde largement vers l'ouest, et englobe ainsi le quart nord-est de la province de La Pampa.

Comme son nom l'indique, une grande partie de la province fait partie de la plaine pampéenne, même s'il existe d'importantes variations du relief. On peut diviser la province en deux parties : la pampa humide qui couvre le quart nord-est de la province, et la pampa sèche qui englobe le reste.
En fait cet ouest pampéen constitue une zone de transition vers la région de Cuyo et l'altitude y monte progressivement jusqu'à atteindre les 600 mètres, avec des points culminant à 1 100 mètres au nord-ouest de la province.

### Le district phytogéographique du caldén
Le centre de la province est constitué du district phytogéographique du caldén. Ce district est appelé ainsi du fait de prédominance de l'arbre caldén au sein de la couverture végétale de la zone. Le district recouvre une partie de plusieurs provinces du centre de l'Argentine formant un arc depuis l'extrémité sud-ouest de la province de Córdoba, et des secteurs centre et sud de celle de San Luis, qui continue dans la province de La Pampa en son secteur central, et finalement pénètre dans la région sud-ouest de la province de Buenos Aires, se terminant sur la côte atlantique à la hauteur de Bahía Blanca.

## Voies d'accès

### Par voie routière
Depuis Buenos Aires, on accède à la capitale de la province, Santa Rosa, par la route nationale 5.
Santa Rosa se trouve sur la route nationale 35 qui traverse la province du nord au sud, reliant ainsi le centre de la province à celle de Córdoba (au nord), et celle de Buenos Aires (au sud), en l'occurrence le port atlantique de Bahía Blanca.
D'est en ouest, plus au sud, la Route nationale 152 se détache de la RN 35, en direction du sud-ouest vers le barrage de Casa de Piedra sur le río Colorado, et donc vers l'est de la province de Río Negro.
Durant son parcours, la RN 152 reçoit de droite la route nationale 143 venue de la province de Mendoza (près de San Rafael), ce qui fait communiquer la province de La Pampa avec la région du Cuyo.
Enfin, la Route nationale 151 court du nord au sud depuis la RN 152 à Santa Isabel. Au sud, elle traverse le río Colorado à Veinticinco de Mayo, puis continue à travers la province de Río Negro, jusqu'à l'agglomération de Neuquén, ville principale de toute la Patagonie.

### Par voie aérienne
La ville de Santa Rosa possède son aéroport, situé à environ 4,5 km au nord-est du centre-ville (Code IATA: RSA - Code OACI: SAZR). Il y a des vols à destination de Neuquén, de San Carlos de Bariloche, de San Martin de los Andes, de Viedma, de Mar del Plata, de Bahia Blanca, de Buenos Aires, de San Rafael et de Mendoza, en Argentine. Également vers Puerto Montt et Temuco au Chili. L'aéroport jouxte la route nationale 35 au kilomètre 330.
La ville de General Pico a aussi un aéroport (Code IATA: GPO - Code OACI: SAZG). Il se situe à 5 km au sud du centre de la ville,,.

## Villes et localités principales
Entre parenthèses, la population lors du recensement de 2001 :
- Santa Rosa (94 340)
- General Pico (53 352)
- General Acha (12 536). Carrefour routier, la ville est devenue un centre touristique important de la province, connue pour la lagune située dans le Valle de Utracán, à 16 km de la ville. Elle forme une zone apte aux baignades et aux sports nautiques.
- Eduardo Castex (9 347)
- Toay (12 134). La ville, en rapide croissance, fait partie de l'agglomération de Santa Rosa.
- Realicó (6 789)
- Intendente Alvear (6 624)
- Veinticinco de Mayo (5 953)
- Victorica (5 517)
- Guatraché (5 271)
- Ingeniero Luiggi (4 671)
- Macachín (4 554)
- Catriló (3 376)
- Quemú Quemú (3 577)
- Colonia Barón (3 054)
- General San Martín (2 846)
- Jacinto Aráuz (2 463)
- Winifreda (2 226)

## Subdivisions

La province de La Pampa est subdivisée en 22 départements :
|  | Département                | Superficie km² | Populat. 2001 | Populat. 2010 | Chef-lieu            | Carte des départements |
|  | -------------------------- | -------------- | ------------- | ------------- | -------------------- | ---------------------- |
|  | Département d'Atreucó      | 3 580          | 10 134        | 10 153        | Macachín             |                        |
|  | Département de Caleu Caleu | 9 078          | 2 075         | 2 313         | La Adela             |                        |
|  | Département Capitale       | 2 525          | 96 920        | 105 312       | Santa Rosa           |                        |
|  | Département de Catriló     | 2 555          | 6 728         | 7 293         | Catriló              |                        |
|  | Département de Chalileo    | 8 917          | 2 517         | 2 985         | Santa Isabel         |                        |
|  | Département de Chapaleufú  | 2 570          | 10 787        | 11 620        | Intendente Alvear    |                        |
|  | Département de Chical Co   | 9 117          | 1 595         | 1 502         | Algarrobo del Águila |                        |
|  | Département de Conhelo     | 5 052          | 14 591        | 14 077        | Eduardo Castex       |                        |
|  | Département de Curacó      | 13 125         | 886           | 1 040         | Puelches             |                        |
|  | Département de Guatraché   | 3 525          | 9 306         | 8 831         | Guatraché            |                        |
|  | Département de Hucal       | 6 047          | 7 838         | 7 540         | Bernasconi           |                        |
|  | Département Lihuel Calel   | 12 460         | 547           | 439           | Cuchillo-Có          |                        |
|  | Département Limay Mahuida  | 9 985          | 475           | 503           | Limay Mahuida        |                        |
|  | Département de Loventué    | 9 235          | 8 649         | 8 619         | Victorica            |                        |
|  | Département de Maracó      | 2 555          | 54 699        | 59 024        | General Pico         |                        |
|  | Département de Puelén      | 13 160         | 7 757         | 9 468         | Veinticinco de Mayo  |                        |
|  | Département Quemú Quemú    | 2 557          | 8 756         | 8 663         | Quemú Quemú          |                        |
|  | Département de Rancul      | 4 933          | 10 648        | 10 668        | Rancul               |                        |
|  | Département de Realicó     | 2 450          | 15 302        | 16 227        | Realicó              |                        |
|  | Département de Toay        | 5 092          | 9 256         | 12 409        | Toay                 |                        |
|  | Département de Trenel      | 1 955          | 5 324         | 5 426         | Trenel               |                        |
|  | Département d'Utracán      | 12 967         | 14 504        | 14 839        | General Acha         |                        |
|  | Total Province             | 143 440        | 306 037       | 316 940       | Santa Rosa           |                        |

## La Région Patagonique
Depuis 1996, la province de La Pampa fait partie d'un des quatre groupes de province de l'Argentine : la Région de Patagonie ou Région Patagonique (Región Patagónica )
Celle-ci fut créée par le traité signé dans la province à Santa Rosa le 26 juin 1996. Ses buts sont exprimés dans l'article 2 du traité. Il y est dit que la région aura comme objectif général la promotion du développement humain et le progrès économique et social, en renforçant les autonomies provinciales dans la disponibilité de leurs ressources et l'accroissement de leur potentiel productif.
Les provinces qui ont intégré la région de Patagonie sont : 
"La Pampa, Neuquén, Río Negro, Chubut, Santa Cruz et Terre de Feu, Antarctique et Îles de l'Atlantique Sud, y compris le sous-sol, la Mer Argentine adjacente et l'espace aérien correspondant".

## Climat
Le climat est tempéré, les précipitations dépassent 500 mm annuellement dans le nord-est et l'extrême est de la province, et baissent progressivement vers le sud-ouest et l'ouest . Le climogramme de Santa Rosa ci-contre indique des précipitations de l'ordre de 700 millimètres par an, mais ce niveau assez élevé (supérieur au niveau de Paris par exemple) ne concerne que la région nord-est de la province qui fait partie de la pampa humide. 

Le maximum pluviométrique enregistré dans la province se trouve à Intendente Alvear dans le département de Chapaleufú.
| Mois                     | jan. | fév. | mars | avril | mai  | juin | jui. | août | sep. | oct. | nov. | déc. | année |
| ------------------------ | ---- | ---- | ---- | ----- | ---- | ---- | ---- | ---- | ---- | ---- | ---- | ---- | ----- |
| Température moyenne (°C) | 23,7 | 22,5 | 19   | 15    | 10,7 | 7,6  | 7,2  | 9,4  | 11,8 | 15,8 | 19,4 | 22,7 | 15,4  |
| Précipitations (mm)      | 74,1 | 74,8 | 91,7 | 52,7  | 27,7 | 16,3 | 18,7 | 23,3 | 41,8 | 70,2 | 101  | 93,5 | 685,8 |

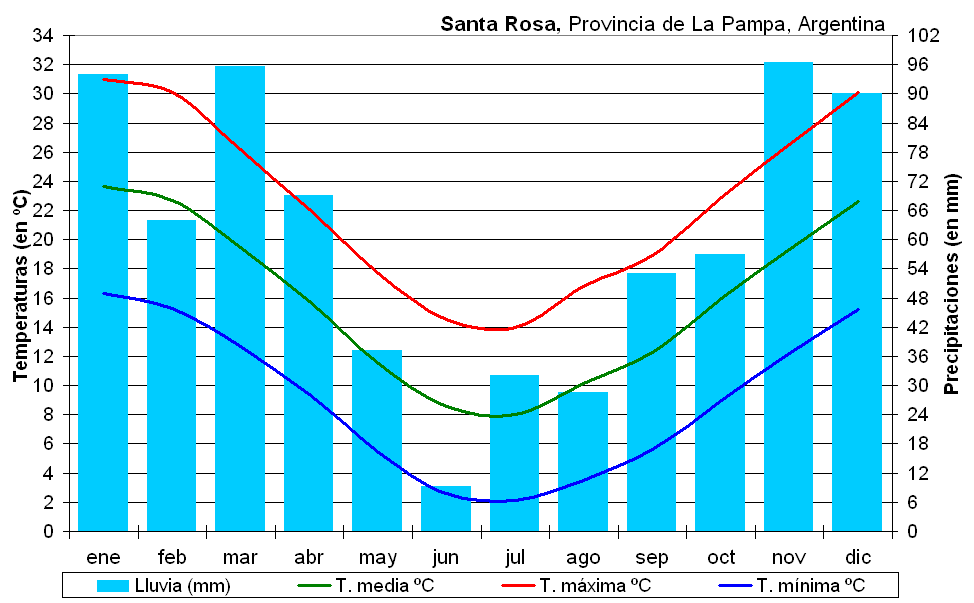
Climogramme de Santa Rosa

À Limay Mahuida, petite ville de l'ouest de la province, située tout près des Bañados ou marécages du río Atuel, le climat est beaucoup plus sec. Les précipitations moyennes chutent vers le niveau des 400 mm par an, avec de longues périodes de sécheresse, en hiver surtout.
| Mois                     | jan. | fév. | mars | avril | mai  | juin | jui. | août | sep. | oct. | nov. | déc. | année |
| ------------------------ | ---- | ---- | ---- | ----- | ---- | ---- | ---- | ---- | ---- | ---- | ---- | ---- | ----- |
| Température moyenne (°C) | 24,5 | 23,7 | 19,3 | 15    | 10,8 | 7,2  | 7    | 9    | 12,2 | 15,7 | 19,5 | 22,9 | 15,4  |
| Précipitations (mm)      | 48,2 | 47,6 | 58,5 | 34,6  | 15,3 | 13,7 | 13,5 | 11,4 | 24,3 | 42,8 | 53,6 | 52,1 | 415,5 |

La localité de Guatraché se situe au sud-est de la province, en région de Pampa humide, mais très proche de la région phytogéographique de la Pampa sèche.
| Mois                     | jan. | fév. | mars  | avril | mai  | juin | jui. | août | sep. | oct. | nov. | déc. | année |
| ------------------------ | ---- | ---- | ----- | ----- | ---- | ---- | ---- | ---- | ---- | ---- | ---- | ---- | ----- |
| Température moyenne (°C) | 23,2 | 22,4 | 19    | 14,8  | 10,7 | 7,4  | 6,9  | 9    | 11,4 | 14,6 | 18,6 | 21,5 | 15    |
| Précipitations (mm)      | 91,4 | 75,2 | 100,5 | 68,4  | 38,3 | 22,2 | 23,4 | 26,8 | 49,9 | 79,4 | 99,5 | 94   | 769,1 |

### Hémicycles humidité-sècheresse
D'année en année, on constate d'importantes variations pluviométriques. Mais ces variations ne se déroulent pas de manière aléatoire. Le naturaliste argentin Florentino Ameghino a en effet mis en évidence des cycles longs humidité-sècheresse de 100 ans, dont 50 pour l'hémicycle humide et autant pour l'hémicycle sec. Or on considère que le dernier hémicycle humide a débuté en 1973 et devrait se prolonger jusque vers 2022 (hémicycle de 50 ans).

#### Évolution de la pluviométrie enregistrée à Santa Rosa
Entre les deux demi cycles (1923-72 et 1973-2008), l'isohyète de Santa Rosa (à l'est de la province), a augmenté de quelque 150 à 200 mm par an :
- Décennie 1923-1932 : 576,4 millimètres par an
- Décennie 1933-1942 : 494,4
- Décennie 1943-1952 : 550,5
- Décennie 1953-1962 : 585,4
- Décennie 1963-1972 : 644,6
- Moyenne 1923-1972 : 570,3 millimètres par an
- Décennie 1973-1982 : 635,0
- Décennie 1983-1992 : 796,3
- Décennie 1993-2002 : 812,7
- Moyenne 1973-2002 : 748,0 millimètres par an

Source : 

#### Évolution de la pluviométrie enregistrée à Puelches
Entre les années 1962-71 et 1972-2001), le niveau des précipitations annuelles à Puelches (au sud-ouest de la province), a augmenté de quelque 30 % :
- Décennie 1962-1971 : 293,8 millimètres par an

- Décennie 1972-1981 : 429,2
- Décennie 1982-1991 : 398,4
- Décennie 1992-2001 : 433,1
- Moyenne 1972-2001 : 415,2 millimètres par an

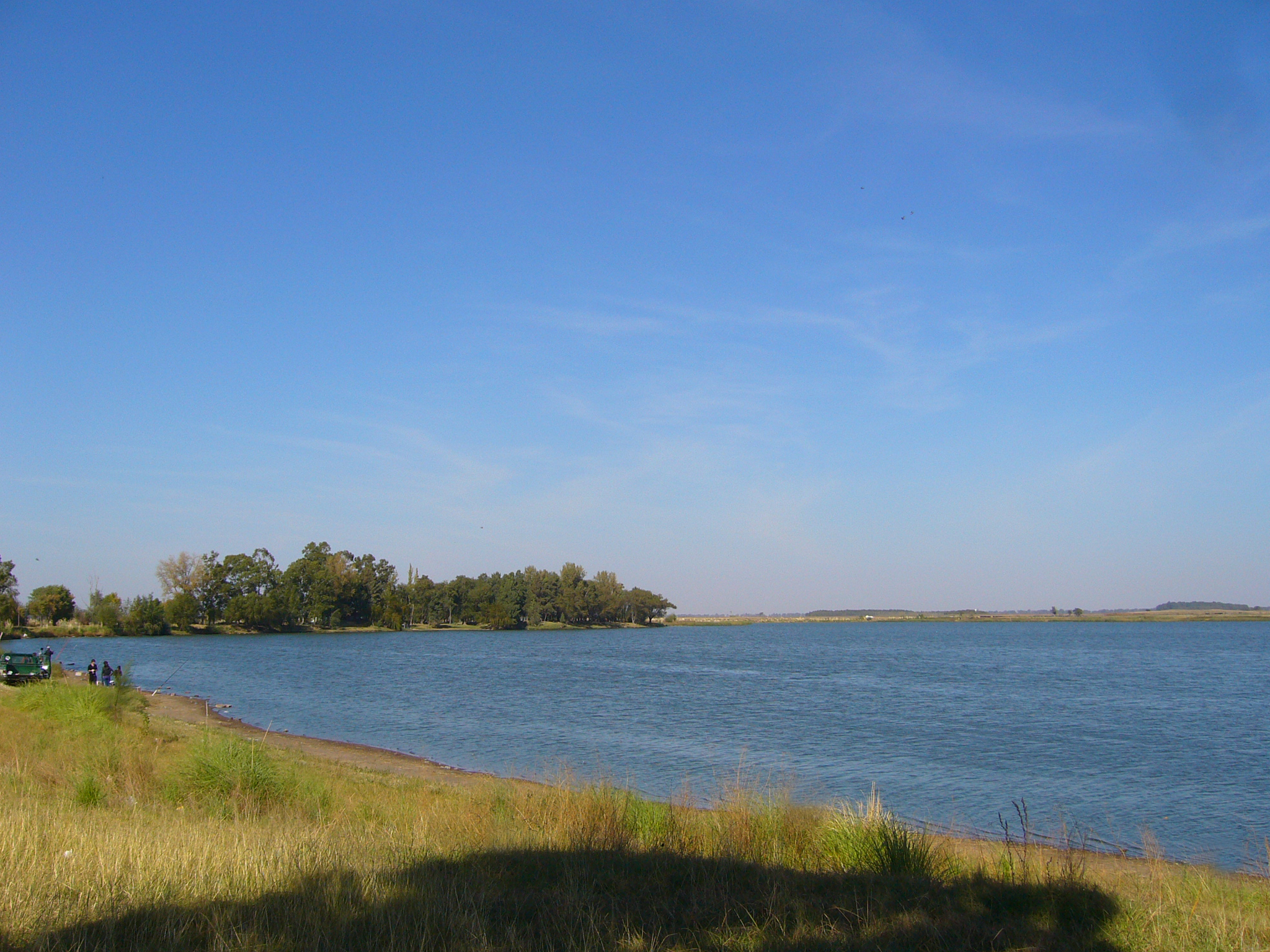
Laguna La Arocena, aux environs de la ville de General Pico

Source : 

## Ressources hydriques
L'hydrographie de la province est très pauvre, bien qu'il y passe un ou deux cours d'eau importants. La province est traversée par le río Desaguadero appelé ici río Salado ou par son nom en langue mapudungun : río Chadileuvú, sa continuation étant le río Curacó. Ce très long cours d'eau venu du nord de la province de La Rioja a perdu une grande partie de son débit lors de son long parcours dans les provinces de San Juan, de San Luis et de Mendoza. Ses principaux affluents, les ríos Atuel, Tunuyán, Diamante, Mendoza et San Juan, sont surexploités pour l'irrigation des cultures. Tant et si bien que le débit réduit du río, sa présence sporadique, ainsi que la rareté subséquente d'eau potable, ont fait en sorte que la ville de Puelches reçoive désormais l'eau pour sa consommation au moyen d'un aqueduc provenant de la localité de Puelén.
Parmi les affluents du río Desaguadero, seul le río Atuel termine sa course au sein de la province, y formant une énorme zone humide, les Bañados ou marécages du río Atuel. Ils couvraient originellement une superficie de 9 000 km2 soit 900 000 hectares. Mais l'utilisation de ses eaux en amont en province de Mendoza, surtout dans les oasis de San Rafael et de General Alvear, a fait diminuer considérablement leur surface et on a même craint leur disparition. Actuellement cette superficie ne serait plus que de quelque 250 000 ha. 

Ces Bañados sont de première importance pour la vie de plus de 200 espèces animales : poissons, amphibiens, reptiles, oiseaux et mammifères.
Le río Desaguadero traverse lui aussi ces bañados qu'il contribue à alimenter, y perdant une partie de son débit (l'évaporation en ces lieux est de l'ordre de 1 200 millimètres par an). Il continue son cours vers le sud et atteint ainsi une vaste zone plane où il forme plusieurs étendues d'eau dont les trois plus importantes sont la laguna La Dulce, la laguna Urre Lauquen et la laguna Amarga. Il change dès lors de nom, devenant le río Curacó. Le sel de ses eaux s'est fortement concentré par évaporation au sein des lagunes et de marécages environnants, si bien que les eaux de la dernière lagune, l'Amarga sont salées. Lorsque la rivière sort de celle-ci, ses eaux devenues très salées parviennent parfois jusqu'au río Colorado, contaminant l'eau du fleuve par d'importants apports salins tout à fait indésirables. Les autorités ont dès lors mis en œuvre de grands travaux destinés à bloquer les eaux du Curacó dans la laguna Amarga. Cet ouvrage est communément appelé Tapón de Alonso.
Au sud, se trouve le río Colorado qui matérialise la frontière avec la province patagonienne de Río Negro. On a édifié sur son lit le barrage de Casa de Piedra (ou de Rucacurá), à quelques dizaines de kilomètres en aval de la ville de Veinticinco de Mayo. La superficie de son lac de retenue est de 360 000 000 m2 (360 km2). Il permet d'irriguer de 12 000 à 15 000 hectares (120 à 150 km2).
Sur le territoire de la province se trouvent aussi plusieurs lagunes de petite taille, comme la Lagune La Arocena, située à 5 km du centre de la ville de General Pico, dans le département de Maracó, au nord de la province ; ou encore la Lagune Don Tomás en périphérie ouest de Santa Rosa, qui constitue un vaste centre de loisir et de sport.

### Hydrologie des Bañados du río Atuel
L'histogramme suivant représente le cumul des débits des rivières principales alimentant historiquement la vaste zone humide des Bañados du río Atuel. Ce sont le Río Tunuyán, le Río Diamante, et le Río  Atuel. Les débits cumulés de ces trois cours d'eau ne constituent que l'apport principal des Bañados. Il faut encore y ajouter le petit restant du débit du río Desaguadero, qui perd la plus grande partie de ses eaux dans le système lacustre des lagunes de Guanacache situé au nord de la province de Mendoza. Il faut aussi ajouter les précipitations locales s'élevant à plus ou moins 400 millimètres par an.
La moyenne annuelle des apports affichés ci-dessus est de 85 m3/s., mais ne constitue que 80 % des débits finaux réels de ces trois cours d'eau. En effet, ces débits ont été calculés au pied des Andes et ne comprennent pas les petits affluents qui les rejoignent après leur passage par les stations de mesure. Si l'on ajoute les flux restants du río Desaguadero, après sa sortie des marécages des lagunes de Guanacache, on arrive à un débit moyen de l'ordre de plus ou moins 130 m3/s., équivalant à quelque 4 milliards de tonnes par an qui sont nécessaires pour alimenter les 9.000 km2, surface historiquement maximale des Bañados du río Atuel.
Le problème actuel est qu'une bonne partie de ces 4 milliards de tonnes est utilisée et disparait à la suite de l'irrigation de grandes surfaces agricoles en province de Mendoza. En 2018, un conflit opposait les deux provinces, et sans entrer dans les détails, on peut dire que pour sauver les bañados, il est impératif de limiter l'extension des surfaces irriguées en province de Mendoza, de moderniser les techniques d'irrigation dans ces terres irriguées, et d'adopter résolument une politique d'épargne des ressources hydriques de cette province.

## Flore
On distingue trois grandes zones phytogéographiques dans la province. 

- À l'état naturel, le secteur oriental de la province était recouvert de pâturages qui dans les zones traversées par de petits cours d'eau pouvaient se transformer en zones humides appelées ici « fachinals ».

- Vers le centre de la province, formant une diagonale nord-ouest/sud-est, se trouvait une région de denses futaies de algarrobos negros, de chañars et surtout de caldéns ; de ce fait cette région est connue sous le nom d'« El Caldenal », et par les Ranquels sous celui de « Mamül-Mapu » (Terre de rondins). Parmi les arbustes, il faut signaler la présence du piquillín (condalia microphylla), petit arbre aux fruits comestibles que l'on trouve associé au caldén (prosopis caldenia) dans les forêts de la province.

- À l'ouest du río Desaguadero appelé ici Chadileuvú puis río Curacó, le sol pauvre en matière organique, salinisé et la faible humidité ont engendré un semi-désert steppique de climat très continental, avec tussoks (association végétale comprenant notamment fétuque festuca gracillima, mulinum spinosum ou neneo, verveines et larrea). On y trouve aussi des cactus dont l'Echinopis candicans ou encore l'Astrophytum asterias. Ce fut une des zones appelées par les Mapuches et tribus mapuchisées « Huecuvu Mapu » (ce qui se traduit approximativement par « Terre du Diable »).

Au centre de la province, au sein de ce qu'on appelle district phytogéographique du caldén ou « El Caldenal », ce sont les espèces du genre Prosopis qui sont les plus importantes, associées avec d'autres espèces de type chaquéen.
On y trouve une espèce endémique, le caldén (Prosopis caldenia), associé à l'algarrobo dulce (Prosopis flexuosa). Parmi les autres arbres, on peut voir le quebracho blanco (Aspidosperma quebracho-blanco) et l'algarrobo negro (Prosopis nigra). On trouve aussi dans cette région le chañar (Geoffroea decorticans), la sombra de toro (Jodina rhombifolia), le tala (Celtis ehrenbergiana), l'espinillo (Acacia caven), le molle incienso (Schinus fasciculatus), la congorosa (Maytenus spinosus) et la pata (Ximenia americana argentinensis).
Parmi les arbres plus petits ou arbustes que l'on trouve dans le Caldenal, on peut voir sur sols salins le palo azul (Cycloleptis genistoides) et le jume (Heterostachys). Egalement le piquillín (Condalia microphylla), l'atamisqui (Capparis atamisquea), l'alpataco (Prosopis alpataco), le manca caballo (Prosopidastrum globosum), le cedrón (Aloysia gratissima), la tramontana (Ephedra triandra), l'otra tramontana (Ephedra ochreata), le llaollín (Lycium chilense), le poleo (Lippia turbinata), la pichana (Senna aphylla), la jarilla (Larrea divaricata), le pájaro bobo (Tessaria dodonaefolia), l'atamisque (Atamisquea emarginata), diverses cactáceas dont le cardoncito (Cereus aethiops),.

## Faune

### Mammifères
Hormis les oiseaux qui forment le groupe d'espèces le plus remarquable de la province, on y a relevé la présence du tatou nain d'Argentine ou chlamydophore tronqué (Chlamyphorus truncatus ou pichi ciego), de la chauve-souris appelée molosse du Brésil (Tadarida brasiliensis), de maras ou lièvres de Patagonie, de guanacos. 

La faune autochtone de mammifères comprend aussi des pumas, des renards de Magellan, des viscaches des plaines. La région est aussi le domaine du cobaye nain austral (Microcavia australis), du chat de Geoffroy (Leopardus geoffroyi), du colocolo (Leopardus colocolo), du puma concolor, ainsi que de l'opossum Thylamys pusillus, du grand tatou velu (Chaetophractus villosus), du tatou velu de Patagonie (Zaedyus pichiy).

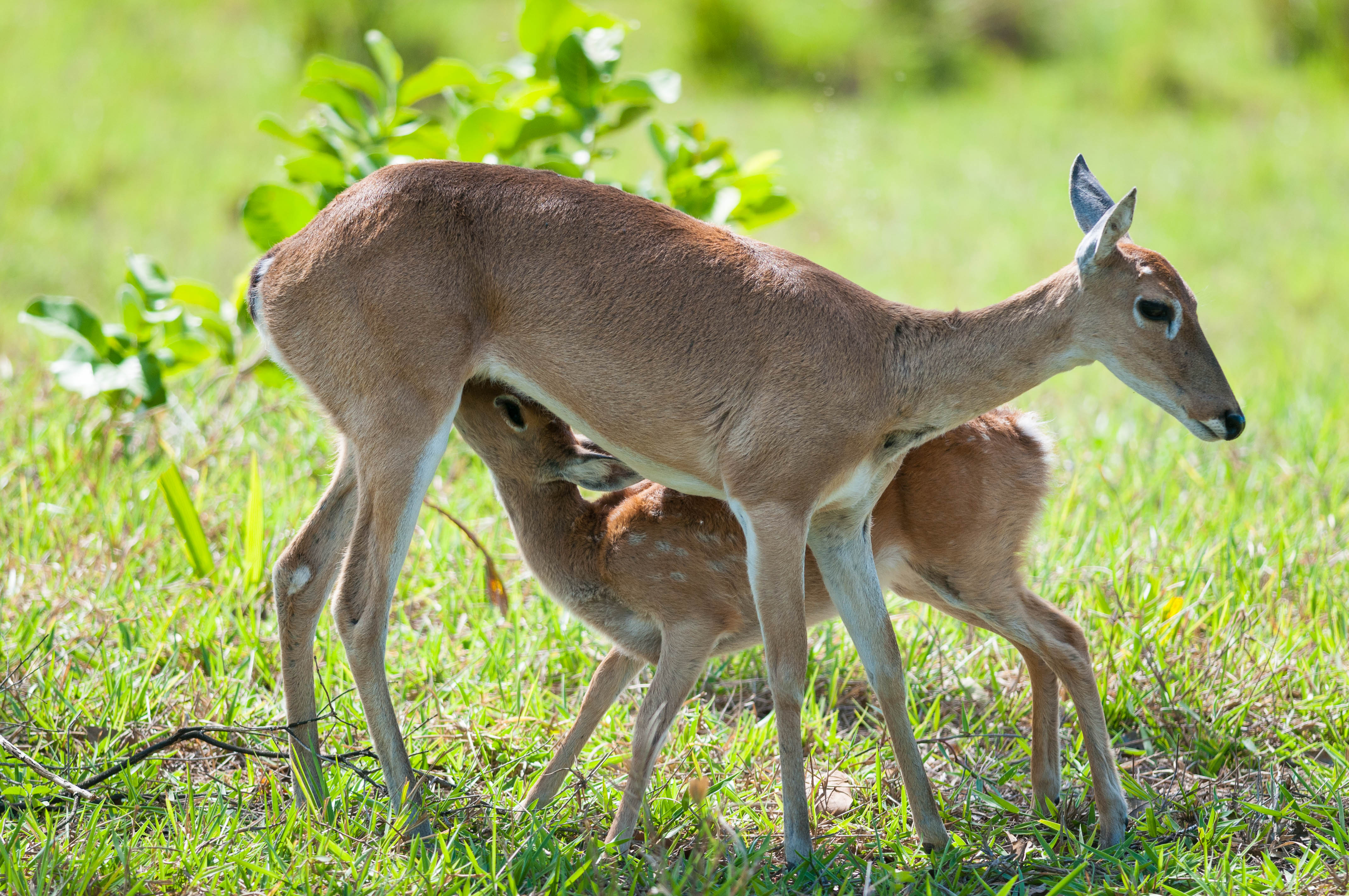
Cerf des pampas femelle allaitant son petit. Elle le fera jusqu'à ce qu'il atteigne 4 mois.

Certains animaux emblématiques ont été exterminés au cours du XXe siècle, comme le jaguar ou le molosse cimarrón urugayen. D'autres, au bord de l'extinction ont été sauvés de justesse, comme le cerf des pampas qui actuellement récupère modérément.

En contrepartie, des animaux importés d'Europe ou d'Amérique du Nord se sont parfaitement acclimatés, tel le sanglier, le cerf élaphe, le cerf axis et le daim, de même que le lièvre.

### Les oiseaux
Le simple mot de Pampa ne suggère guère une exubérance du domaine des oiseaux. Et pourtant, cette province réputée sèche et monotone héberge plusieurs centaines d'espèces d'oiseaux aux couleurs souvent admirables. Rien qu'au sein du parc national Lihué Calel, on en recense pas moins de 150 autochtones et encore plus dans les bañados du río Atuel. L'Argentine, il faut le rappeler, héberge au total plus ou moins 1.000 espèces d'oiseaux autochtones.
Les rapaces sont nombreux : caracaras chimangos, caracaras plancus ou caranchos, urubus noirs ou jotes, occasionnellement aussi des condors (ceci surtout dans les hautes terres de l'ouest de la province).

#### Avifaune des Bañados du río Atuel
L'avifaune des Bañados du río Atuel mérite une attention particulière. Cette vaste zone de marécages située au centre de la partie occidentale, la plus aride de la province, héberge plus de 200 espèces de vertébrés. En 2010, l'Inventaire des Vertébrés (Inventario de Vertebrados) réalisé par l'Universidad Nacional de La Pampa et le Gouvernement provincial dans cette zone, a confirmé et quantifié cette importante biodiversité. Il s'agit d'une vaste zone humide située le long du cours inférieur du río Atuel, en province de Mendoza et surtout sur le territoire de la province de La Pampa, dans les départements de Chical Co et de Chalileo.
Ils couvraient originellement une superficie de 9 000 km2 soit 900 000 hectares. Mais la surexploitation des eaux de l'Atuel en amont, en province de Mendoza, surtout dans les oasis de San Rafael et de General Alvear, ayant largement appauvri le débit de la rivière, a fait diminuer considérablement cette surface et on a même craint leur disparition. En 2010 cette superficie ne serait plus que de quelque 250 000 ha.
On y trouve notamment le cygne à cou noir, neuf espèces de canards, le flamant austral. Les Ardeidae (échassiers à long bec, long cou et longues pattes) sont nombreux, tels le héron cocoi (Ardea cocoi), la grande Aigrette (Casmerodius albus), l'aigrette neigeuse (Egretta thula), le héron garde-bœufs (Bubulcus ibis) et le bihoreau gris (Nycticorax nycticorax).
On peut également observer l'ibis mandore (Theristicus caudatus), l'ibis à face blanche (Plegadis chihi), la cigogne maguari (Ciconia maguari ou Euxenura maguari), ainsi que l'échasse d'Amérique (Himantopus mexicanus).

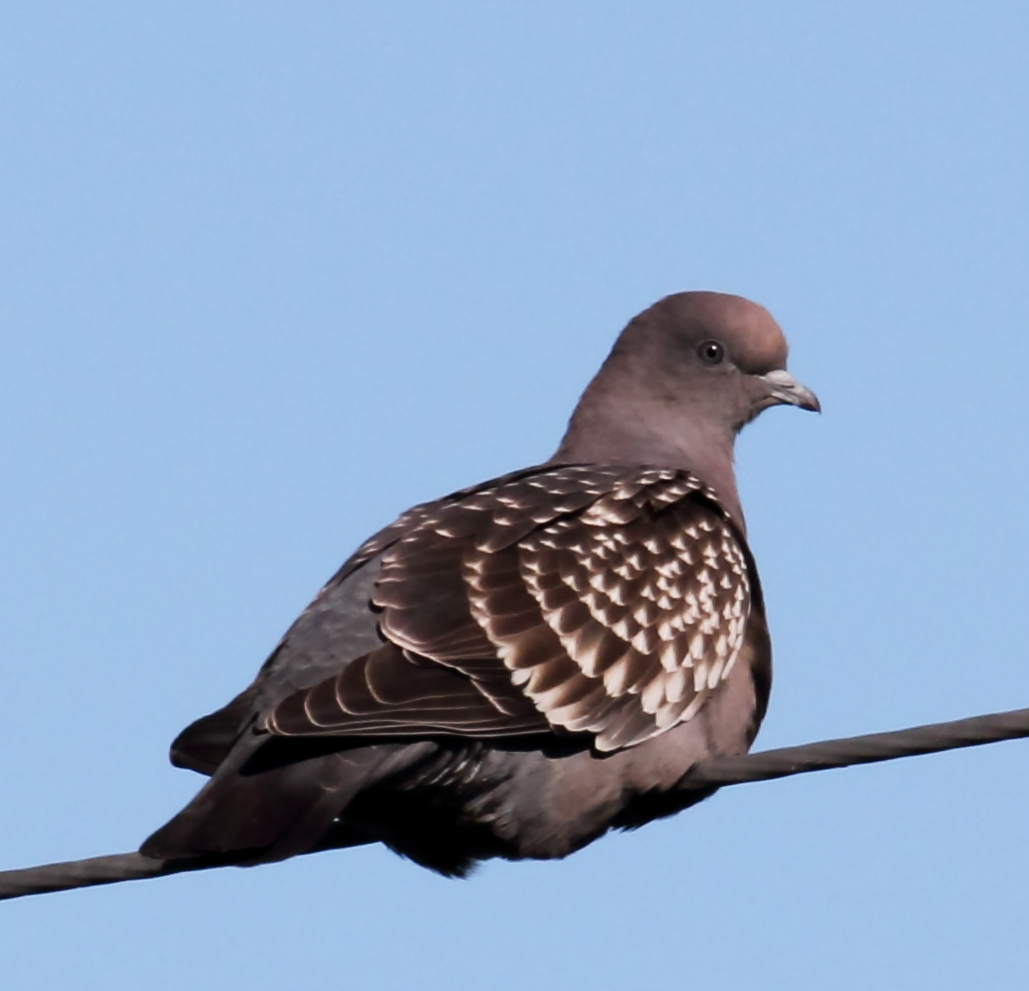
pigeon tigré (Patagioenas maculosa)

Les Anatidae sont particulièrement bien représentés dans ces marécages, tels le dendrocygne veuf (Dendrocygna viduata), le coscoroba blanc (Coscoroba coscoroba), le cygne à cou noir(Cygnus melancoryphus), la sarcelle tachetée (Anas flavirostris), le canard de Chiloé (Anas sibilatrix), le canard des Bahamas (Anas bahamensis), le canard à queue pointue (Anas georgica), la sarcelle bariolée (Anas versicolor), la sarcelle cannelle (Anas cyanoptera), le canard spatule (Anas platalea), la nette demi-deuil (Netta peposaca) et l'érismature ornée (Oxyura vittata).
Toujours dans cette zone, les Columbidae sont représentés par le pigeon tigré (Patagioenas maculosa), la tourterelle oreillarde (Zenaida auriculata), la colombe picui (Columbina picui) et le pigeon picazuro (Patagioenas picazuro). 

On trouve également des Psittacidae : la conure à tête bleue (Aratinga acuticaudata), la conure de Patagonie (Cyanoliseus patagonus), et la conure veuve (Myiopsitta monachus). Présents aussi la guira (Guira guira ou Guira cantara), la chouette effraie (Tyto alba) et la chevêche des terriers (Athene cunicularia). On trouve en outre deux Caprimulgidae : l'engoulevent à miroir (Caprimulgus longirostris) et l'engoulevent à queue en ciseaux (Hydropsalis brasiliana (ou Hydropsalis torquata). 

Quant aux Picidae, ils sont représentés par le pic varié (Picoides mixtus) et le pic vert et noir (Colaptes melanochloros).
Toujours dans les bañados du río Atuel et comme partout en Argentine, les passereaux sont largement présents, et notamment les Tyrannidés, avec le suiriri commun (Suiriri suiriri), le tyranneau à toupet (piojito tiquitiqui) Serpophaga subcristata, la calandrite bergeronnette (en) (Stigmatura budytoides), le taurillon à bec jaune (Anairetes flavirostris), le taurillon mésange (Anairetes parulus), la doradite babillarde (Pseudocolopteryx flaviventris), la moucherolle vermillon (Pyrocephalus rubinus). On trouve aussi l'annumbi rougequeue (Ochetorhynchus phoenicurus), le Synallaxe de Patagonie (Asthenes patagonica), le cacholote à gorge blanche (Pseudoseisura gutturalis), le tourco sable (Teledromas fuscus), la monjita castaña (Neoxolmis rubetra), l'Ada de Hudson (Knipolegus hudsoni), le phrygile charbonnier (Phrygilus carbonarius), le fauconnet à ailes tachetées (Spiziapteryx circumcincta), et le synallaxe à bec court (Asthenes baeri).

#### Ailleurs dans la province
Au sein du Parc national Lihué Calel, on peut voir également la buse aguia (Geranoaetus melanoleucus), le fauconnet à ailes tachetées (Spiziapteryx circumcincta), l'upucerthie du Chaco (Tarphonomus certhioides), le synallaxe mésange (Leptasthenura aegithaloides), le synallaxe à bec court (Asthenes baeri), l'annumbi alouette (Coryphistera alaudina), le tourco huppé (Rhinocrypta lanceolata), le tourco sable (Teledromas fuscus), la calandrite bergeronnette (Stigmatura budytoides), le chipiu cannelle (Poospiza ornata), le chipiu sanglé (Poospiza torquata) et le commandeur huppé (Gubernatrix cristata).
Dans la réserve provinciale Parque Luro, située à plus ou moins 30 km au sud de Santa Rosa, on a observé le flamant du Chili (Phoenicopterus chilensis), la buse couronnée (Harpyhaliaetus coronatus), le commandeur huppé (Gubernatrix cristata), l'upucerthie du Chaco (Tarphonomus certhioides), le synallaxe mésange (Leptasthenura aegithaloides), le synallaxe à bec court (Asthenes baeri), la calandrite bergeronnette (Stigmatura budytoides), le chipiu cannelle (Poospiza ornata), le chipiu sanglé (Poospiza torquata), ainsi que le saltatricule du Chaco (Saltatricula multicolor).
Dans l'AICA de Victorica, au nord-ouest de la province en pleine zone du Prosopis caldenia, appelée caldenial, on observe aussi la buse aguia (Geranoaetus melanoleucus), le fauconnet à ailes tachetées (Spiziapteryx circumcincta), l'upucerthie du Chaco (Tarphonomus certhioides), le synallaxe mésange (Leptasthenura aegithaloides), le synallaxe à bec court (Asthenes baeri), l'annumbi alouette (Coryphistera alaudina), le tourco huppé (Rhinocrypta lanceolata), la calandrite bergeronnette (Stigmatura budytoides), le chipiu cannelle (Poospiza ornata), le chipiu sanglé (Poospiza torquata), la saltatricule du Chaco (Saltatricula multicolor), ainsi que le commandeur huppé (Gubernatrix cristata).

### Reptiles
Parmi les reptiles présents, il faut citer le boa constrictor appelé ici lampalagua et trois espèces du redoutable bothrops ou « fer de lance » : la yarará ñata (yarara camuse), la yarará chica (petite yarara) et la yarará grande - cette dernière seulement dans le nord-est de la province -. On trouve aussi sur toute l'étendue du territoire un dangereux serpent corail, le Micrurus pyrrhocriptus. On trouve également un autre serpent vénimeux, le (Philodryas trilineata). 

Le caïman noir ou caiman yacaré, est présent au nord-est de la province, jusqu'aux limites de la Patagonie. Parmi les chéloniens on doit mentionner la tortue d'Argentine ou Geochelone chilensis. Il faut aussi noter le Tégu rouge ou lézard coloré (Salvator rufescens).

### Amphibiens
Les amphibiens sont nombreux dans la province. Citons les grenouilles de l'espèce Physalaemus biligonigerus, plusieurs espèces de Leptodactylus (Leptodactylus gracilis, Leptodactylus latrans, Leptodactylus mystacinus, Leptodactylus latinasus), ainsi que les crapauds Rhinella arenarum et Rhinella fernandezae. On trouve également dans la province la grenouille cornue d'Argentine ou grenouille cornue de Bell ou grenouille cornue ornée (Ceratophrys ornata).

### Poissons
Il n'y a guère de cours d'eau dans la province. Les lagunes par contre sont nombreuses et certaines hébergent bon nombre de poissons telle la laguna Dulce, réputée auprès des pêcheurs. Dans la province, l'ichtyofaune comprend notamment le boga (Leporinus obtusidens), l'armado  (Pterodoras granulosus), le bagre amarillo (Pimelodus maculatus), le bagre blanco (Pimelodus albicans), le bonito (Sarda sarda) et la raie de rivière (Potamotrygon motoro).

## Démographie
Depuis 1895, la population de la province a évolué comme suit :
|                      | 1895      | 1914      | 1947       | 1960       | 1970       | 1980       | 1991       | 2001       | 2010       |
| -------------------- | --------- | --------- | ---------- | ---------- | ---------- | ---------- | ---------- | ---------- | ---------- |
| Province de La Pampa | 25 914    | 101 338   | 169 480    | 158 746    | 172 029    | 208 260    | 259 996    | 306 037    | 316 940    |
| Total Argentine      | 4 044 911 | 7 903 662 | 15 893 811 | 20 013 793 | 23 364 431 | 27 949 480 | 32 615 528 | 37 156 195 | 40 091 359 |

D'après l'INDEC (Institut argentin des statistiques et des recensements), en 2010, la population était de 316 940 habitants.
La croissance démographique a été constante tout au long du XXe siècle. En 1895, il n'y avait que plus ou moins 25 914 habitants qui peuplaient le territoire, aussi vaste que le tiers de l'Espagne. Les aborigènes non soumis (Indios Bravos) n'étaient cependant pas inclus dans ce chiffre, mais ceux-ci avaient été pour ainsi dire exterminés lors de la récente conquête du Désert, et n'étaient plus que quelques centaines (À l'époque, leur nombre était estimé à seulement 30 000 pour toute l'Argentine, en grande partie dans les provinces du nord).
Plus récemment, on remarque que de 1970 à 2001, la population de la province a légèrement surperformé par rapport à l'ensemble du pays. Au début de ce siècle par contre, elle a plutôt stagné.
Cependant la natalité observée dans la province (5 544 naissances en 2000, et 5 534 en 2004, soit un taux de 17,4 pour mille) laisse entrevoir, sauf imprévus économiques, une croissance démographique modérée dans les prochaines décennies.
Les projections de population effectuées peu après le recensement de 2001 par l'INDEC (Institut argentin des Statistiques et des Cens) prévoyaient une population se montant à 337 500 habitants en 2009 et 360 700 en 2015, soit un accroissement de près de 4 000 personnes annuellement. On constate que ces projections bien trop optimistes ne se sont pas réalisées,.

### Évolution prévue jusque 2040
À la suite du recensement argentin de 2010, on remarque un ralentissement de la croissance de la province par rapport aux décennies précédentes. Il s'agit d'un effet de la grande crise argentine du début du siècle qui a suscité une certaine émigration. L'INDEC a fait de nouvelles estimations prévisionnelles jusqu'en 2040. Il est prévu que le chiffre de la population de la province se montera alors à 408.128 habitants, soit une augmentation de l'ordre de 28 % par rapport à 2010, progression restant quelque peu inférieure à l'accroissement démographique national, de l'ordre de 31 %. La croissance démographique de la province serait donc appelée à se redresser par rapport aux années 2000-2010.
Résumé de l'évolution du chiffre de la population, selon les prévisions de l'INDEC, concernant les prochaines décennies jusque 2040 : 

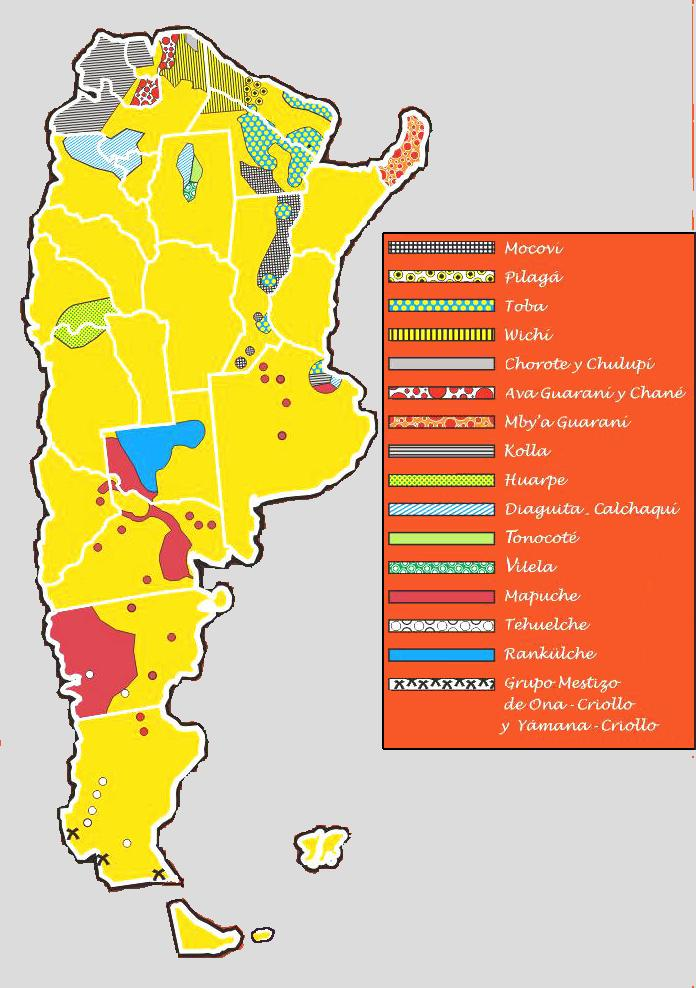
Distribution des populations indigènes en Argentine.

|                      | 2001       | 2010       | 2020       | 2030       | 2040       |
| -------------------- | ---------- | ---------- | ---------- | ---------- | ---------- |
| Province de La Pampa | 306 037    | 316 940    | 358.428    | 386.024    | 408.128    |
| Total Argentine      | 36.260.130 | 40.091.359 | 45.376.763 | 49.407.265 | 52.778.477 |

### Les amérindiens

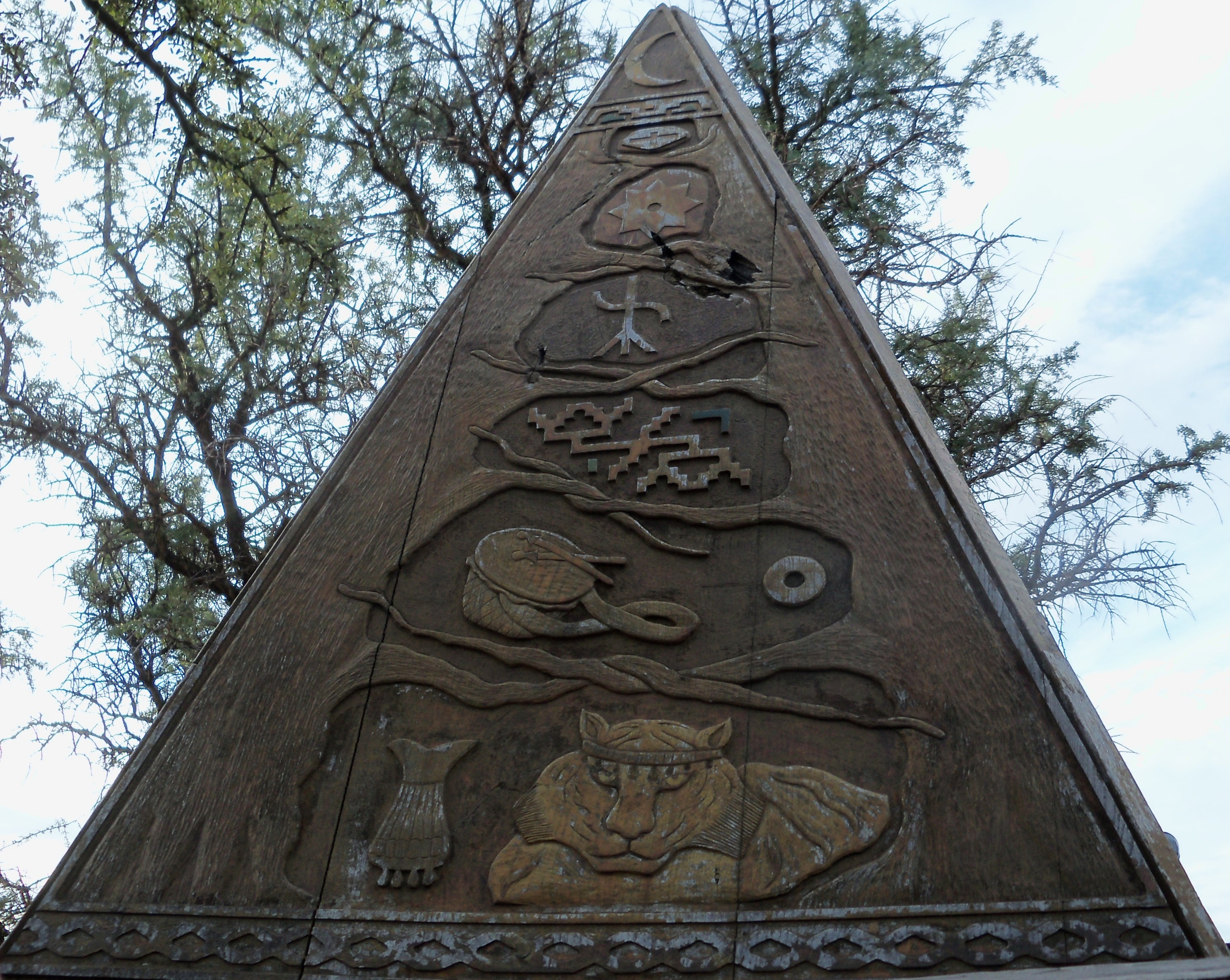
Sépulture du chef ranquel Mariano Rosas à Victorica, en province de La Pampa.

Il subsiste encore un groupe assez important de Ranquels dans la province. L'Enquête Complémentaire des Peuples Indigènes (ECPI) effectuée en 2004-2005, en tant que complément au recensement argentin de 2001, a donné comme résultat que 10 149 personnes en Argentine se reconnaissaient comme descendant en première génération du peuple ranquel (rankulche), dont 4 573 vivaient dans la province de La Pampa et 1 370 dans la ville de Buenos Aires.

## Économie
Le secteur agricole s'est développé à grande échelle dans le quart nord-est de la province, grâce au régime favorable des pluies et à la bonne qualité de ses sols. On cultive des céréales, des oléagineux et des espèces fourragères. Les principales cultures sont : le maïs, le soja, le blé et le tournesol. Plus accessoirement : l'avoine, le seigle, le sorgho et l'alfalfa (luzerne).
Quant à l'élevage qui est le secteur le plus important de l'économie provinciale, il se développe pratiquement sur toute l'étendue de la province : il comporte avant tout la reproduction et l'engraissage de jeunes bovins. Signalons encore l'apiculture qui a bien progressé ces dernières années.
La pêche industrielle se pratique dans les lagunes d'eau douce ou peu salée, comme les lagunes Amarga, La Dulce et Urre Lauquén.

## Tourisme

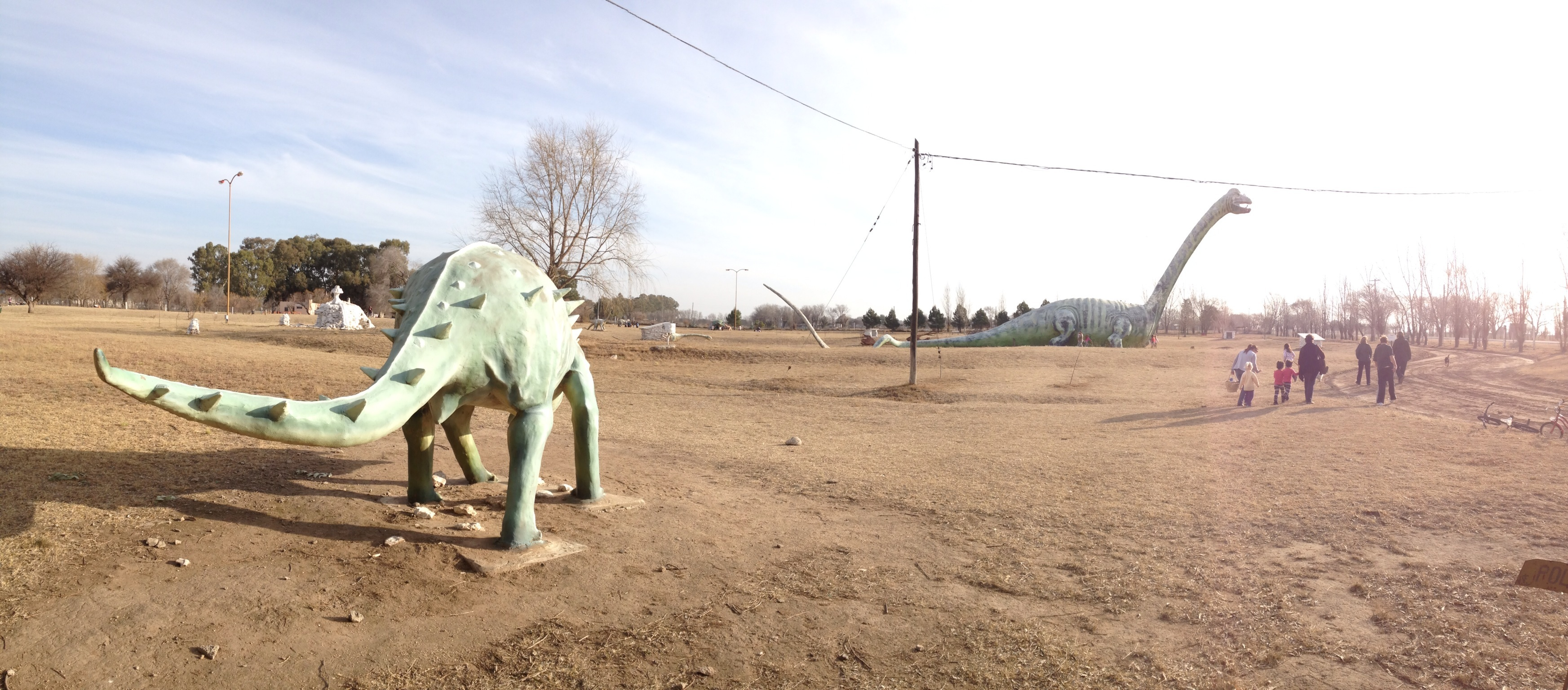
Parc des Dinosaures à Eduardo Castex.

- Parc national Lihué Calel s'étend sur 32 514 hectares, soit plus ou moins 0,2% du territoire provincial, ce qui parait bien peu. D'accès facile, tout proche de la lagune Urre Lauquén, il jouxte la Route nationale 152.
- Réserve naturelle Parc Luro (réserve naturelle et Monument historique provincial) : est une des plus grandes réserves naturelles de caldéns au monde, avec des lagunes, et aussi toute la flore et la faune typique de la forêt pampéenne. Elle se trouve dans le département de Toay à 35 km au sud de Santa Rosa, sur la RN 35.
- Les Bañados du río Atuel, petit paradis des oiseaux situé dans les vastes marécages de la rivière.
- Santa Rosa avec son Centro Recrativo Don Tomás de plus de 500 hectares, sur la lagune Don Tomás. Avec aussi sa cathédrale moderne Santa Rosa de Lima, ses musées, ses immeubles modernes.
- Eduardo Castex offre aux touristes son grand Parque paleontológico ou parc des dinosaures, qui se trouve dans la zone nord de la localité. C'est le plus grand d'Amérique du Sud.
- Le lac de retenue du barrage de Casa de Piedra : depuis la région pampéenne, on y accède par la route nationale 152 ou par la nationale 35 suivie de la provinciale 34. La ville touristique Casa de Piedra, inaugurée au XXIe siècle en 2007, est située à 378 km au sud-ouest de Santa Rosa, sur les rives du río Colorado. Casa de Piedra offre plusieurs possibilités d'hébergement différentes pour touristes désireux de s'adonner à la pêche ou aux sports nautiques, et ce dans le vaste lac du barrage, réservoir d'eau très pure de pas moins de 4 milliards de m³. Il y existe plusieurs plages et autres attractions écologiques[29].

- La pêche sportive : les meilleures pêches ont lieu dans les lagunes d'eau douce, comme la Blanca Grande, La Dulce, La Amarga, Urre Lauquén, Lonquimay, Larga, Salada, Potrol, Puelén, Callaqueo et Don Tomás. Elle se pratique aussi dans le río Colorado et le lac Casa de Piedra. Là prédominent la perche, le pejerrey, la carpe et, dans une moindre mesure, la truite arc-en-ciel.
- General Acha est un centre touristique important de la province. La ville est connue pour sa proximité avec la lagune Utracán avec son balneario. La zone est équipée d'une cantine, d'un secteur camping (à 16 km de la ville). On y pratique baignades et sports nautiques.

- General Pico est célèbre depuis 2011 pour avoir réalisé "l' asado le plus grand du monde", avec 13.713 kilos de viande de bœuf. Chaque ration coûtait sept pesos, et pesait en moyenne 500 grammes. Ce méga-barbecue était suffisant pour alimenter plus de 25.000 personnes. Mais la ville possède aussi une cathédrale et diverses autres curiosités.